# Gopnik

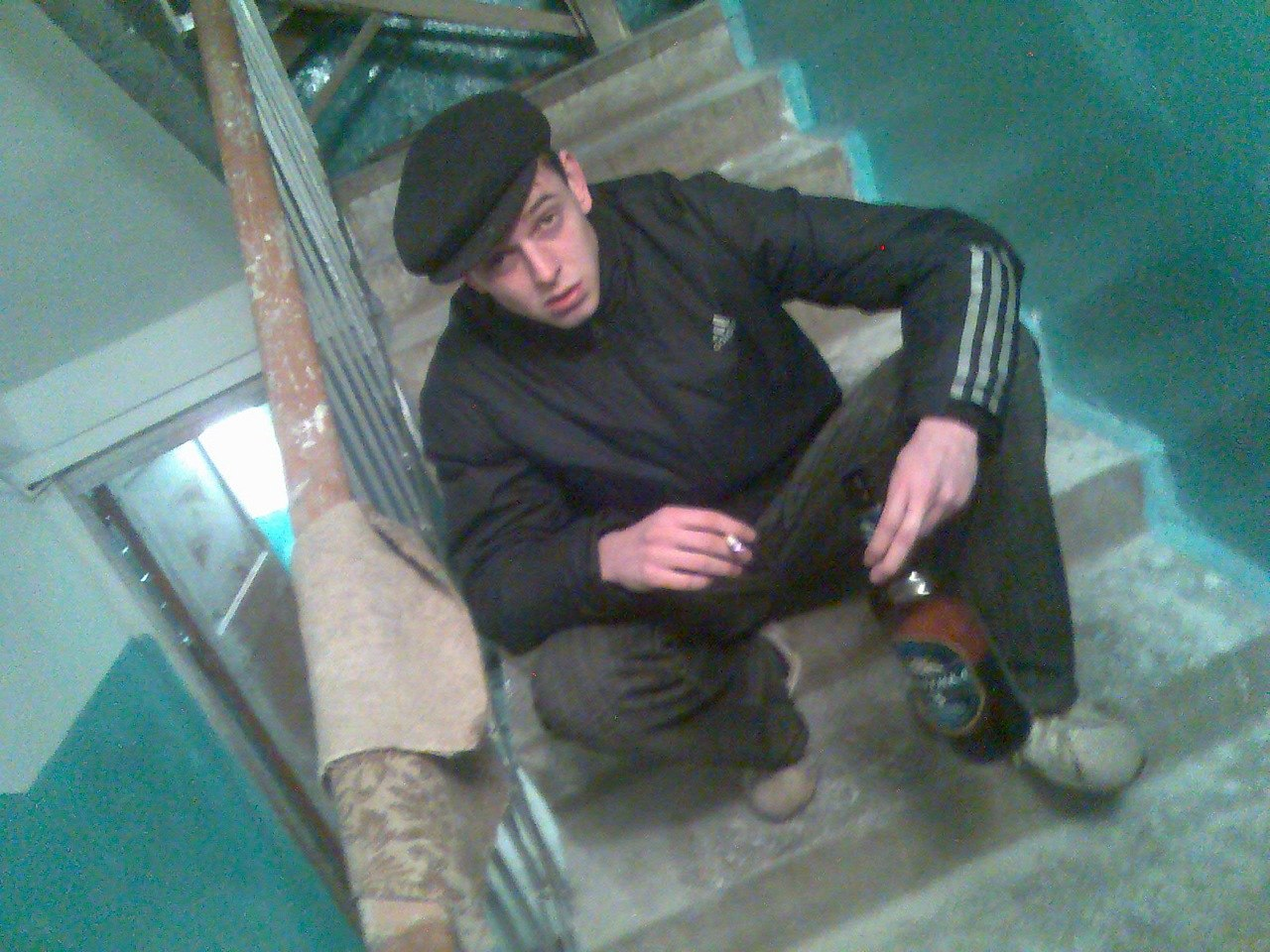
Uno stereotipico gopnik all'interno di una chruščëvka

Gopnik (in russo гопник?; in ucraino гопник?, hopnyk; in bielorusso гопнік?, hopnik) è un termine utilizzato per descrivere una particolare subcultura diffusa in Russia, nei paesi dell'ex-Unione Sovietica e in altri paesi slavi.
In particolare si riferisce a giovani appartenenti tendenzialmente alle classi sociali più basse: essi incarnano la "apocalisse" sociale legata al crollo delle tradizioni della Russia sovietica e al degrado culturale e materiale derivato dal mancato adattamento a tale cambiamento. Solitamente tali individui appartengono alla fascia d'età inferiore ai venticinque anni, spesso provenienti da famiglie a basso reddito e con uno scarso livello di istruzione. Il termine è analogo a white trash, usato negli Stati Uniti, chav, nel Regno Unito, flaite, in Cile o punkabbestia, In Italia .

## Etimologia
Il termine "gopnik" è probabilmente derivato da un termine del gergo russo riferentesi agli scippi: "gop-stop" (in russo Гоп-стоп?).
Può anche essere legato ai GOP (acronimo di Gorodskoe Obščestvo Prizrenija), che erano ospizi per gli indigenti creati dal governo bolscevico dopo la Rivoluzione d'ottobre nel 1917. Inoltre, secondo il Dizionario esplicativo di Dal', un dizionario esplicativo russo pubblicato per la prima volta nel XIX secolo, esisteva un termine gergale ormai desueto per "dormire per strada", gopat' (гопать), termine che era legato ai "mazurick" o criminali di San Pietroburgo.

## Caratteristiche

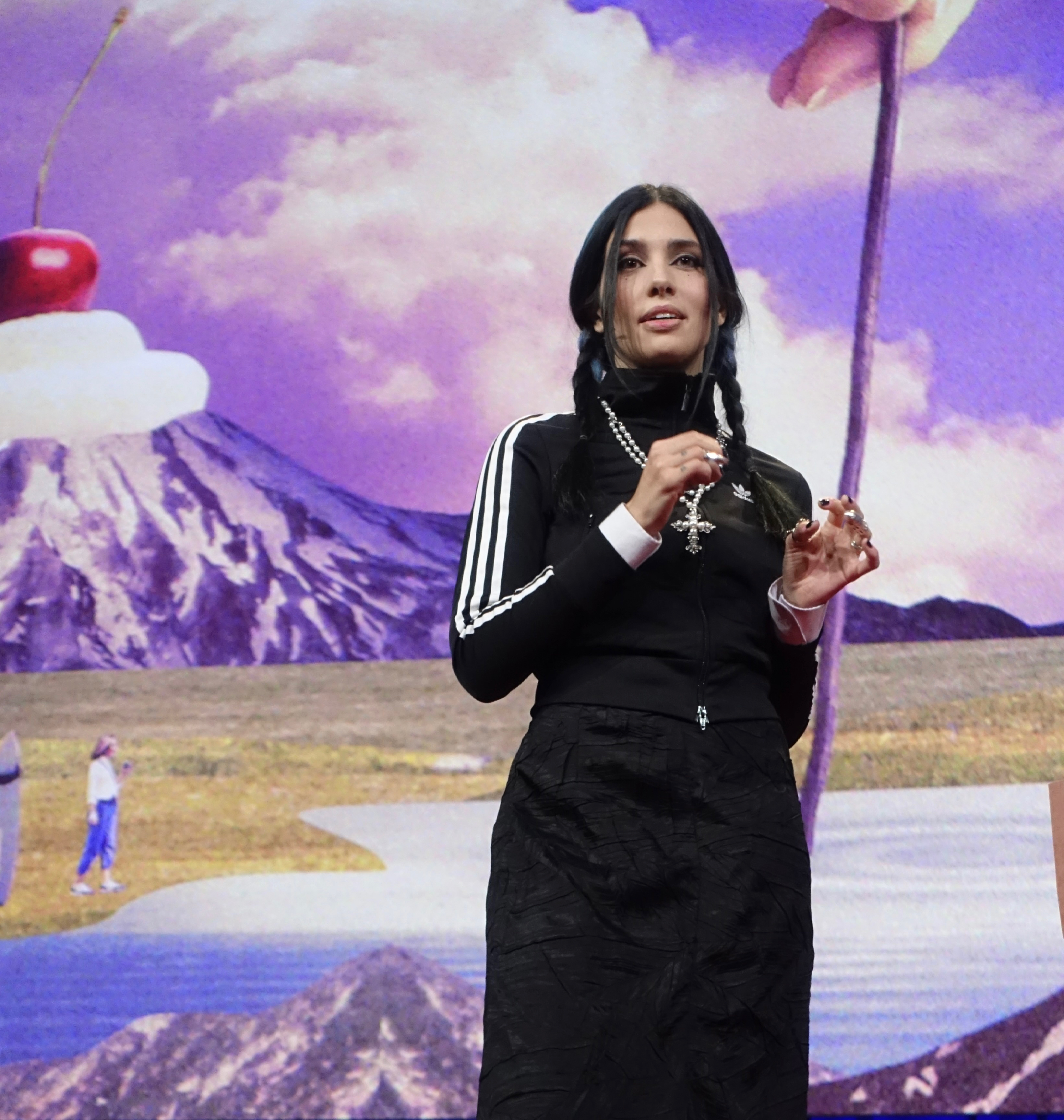
Nadya Tolokonnikova delle Pussy Riot con un abbigliamento gopnik

I gopnik si riuniscono spesso in gruppo acquisendo la tipica postura del cosiddetto "slav squat", spesso descritto come un atteggiamento esibizionista e acquisito attribuibile alla cultura delle prigioni russe in cui i detenuti, piuttosto che sedersi a terra, si accovacciano per via del pavimento gelido. I gopnik indossano spesso vestiti sportivi dell'Adidas, dopo che questa marca divenne popolare durante le Olimpiadi di Mosca del 1980 grazie alla squadra sovietica che ne indossava i prodotti. Altra abitudine tipica è quella di mangiare semi di girasole, noti con vari nomi colloquiali: semyon (russo: семки), semki (сэмки), o semachki (семечки)). Questo consumo crea per terra dei mucchietti formati da gusci scartati, che in Bielorussia vengono chiamati splovvayutstsa (сплёўваюцца). La famigerata reputazione sociale che accompagna i gopnik deriva dal fatto che questi conducano spesso rapine in gruppo.